# 集装优化
集装优化，又名裝箱問題是一個利用作業研究去解決實際生活的的經典問題。簡單來說，就是把大量小盒子裝進大箱子並塞滿的學問。但現實中要如何才能裝得多又快？而物體的重量、性質、保存條件等都不相同，加上取出的順序要能有效提高速度，又不會使運輸工具失去重心，因此裝箱最佳化在效率至上運輸界中是十分重要的。
傳統上，數學家開發的演算法是啟發式演算法，也就是基於一些準則，比如兩個小箱子一樣寬，將把寬的一邊對齊，這樣的好處是算得快，缺點是很多可能性（或者叫可行解）根本就沒有去搜索到。在應用上，工人們會憑藉經驗估計，但是難以估計準，也給運輸計劃的制定帶來困難。
拓撲學亦可用於解決這個問題。我們可以把集裝箱內擺放座向不同的小箱子視為一個點，把這些點之間的關係記錄為一個個不同的拓撲結構。利用電腦的幫助，計算不同的拓撲結構下的可能裝箱方案，然後得出裝得多的方案，使箱子的空間利用率得以提高。